# Chaquan
Chāquán (kinesiska: 查拳; Hanyu Pinyin: Zhāquán) är en kinesisk stridskonst tillhörande den nordliga Changquan-gruppen av stilar.
Stilen är associerad med den muslimska Hui minoriteten i Kina. Stilen är en av källorna till Changquan-formen i Modern Wushu.